# Semoule

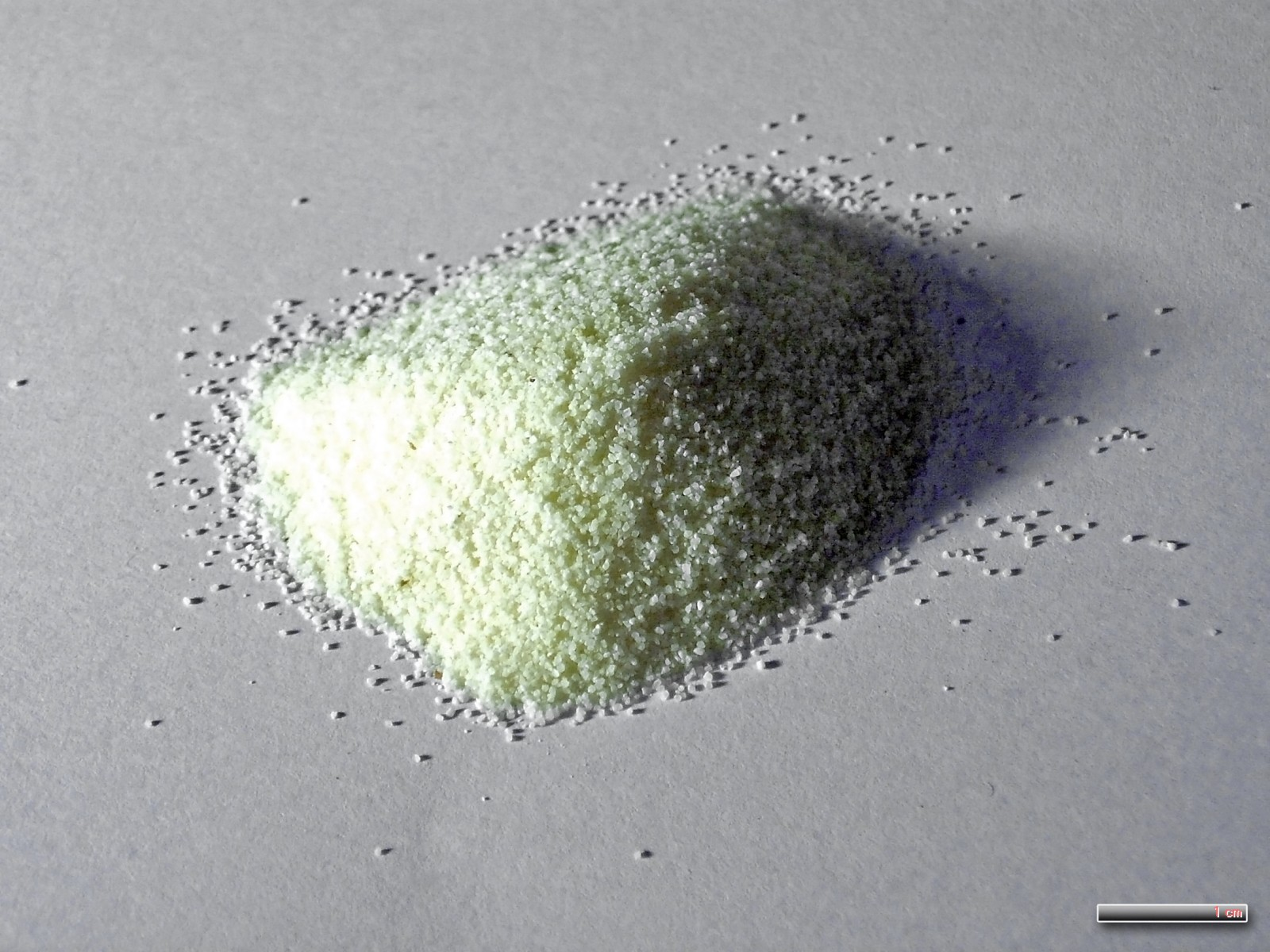
De la semoule.

La semoule est un produit de semoulerie, obtenu par mouture grossière de grains humidifiés de céréales (en particulier de blé dur), tamisages et sassage. La semoule est le produit intermédiaire entre le grain et la farine.

## Caractéristiques
Riche en gluten, la semoule de blé dur est employée en cuisine dans diverses préparations, notamment le gâteau de semoule, les potages et le roulage (appelée tberkiche ou ftile) du couscous, et sert à la fabrication des pâtes alimentaires. L'emploi de semoule de blé dur pour la fabrication des pâtes est obligatoire dans certains pays comme la France et l'Italie.
Il y a plusieurs catégories de semoules :
- semouline : farine de blé dur avec une granulométrie inférieure à 250 µm ;
- semoule de blé extrafine supérieure : de blé dur avec une granulométrie très fine, plus de 80 % de semoule entre 150 et 335 µm ;
- semoule supérieure fine : semoule de blé dur principalement utilisée dans l'élaboration de pâtes alimentaires, avec une granulométrie de plus de 80 % de semoule entre 180 et 400 µm ;
- semoule supérieure moyenne : semoule de blé dur à granulométrie idéale pour des processus comme l'élaboration de couscous, avec une granulométrie comprise entre 300 et 650 µm ;
- semoule supérieure grosse : semoule supérieure très grosse, également appelée « de cuisine » ou « de bouche », utilisée pour sa consommation directe, avec une granulométrie entre 500 et 1 000 µm.

Ses caractéristiques physico-chimiques remplissent les spécifications suivantes : 
- humidité : 14,5 % maximum
- protéines : 11,5 % minimum
- cendres: 0,9 % maximum

La semoule peut également se fabriquer à partir d'autres céréales, comme la semoule de maïs, qui est à la base de plusieurs préparations alimentaires, dont la polenta, ou la semoule de manioc, qui est à la base de la préparation de l'attiéké en Côte d'Ivoire. En Afrique du Nord, on prépare aussi de la semoule d'orge. En Allemagne, on trouve aussi de la semoule d'épeautre.
Par analogie, on parle de sucre semoule pour désigner un sucre en poudre granuleux.

## Procédés de fabrication
Toutes les étapes de la transformation du blé dur en semoule ont lieu à température ambiante.
En premier lieu, le blé est transporté, réceptionné et échantillonné. L'agréage est une analyse visuelle et olfactive qui permet de détecter les contaminations biologiques dues à la présence d'insectes ou de rongeurs, les contaminations chimiques résultant d'un traitement insecticide récent et les contaminations microbiologiques (présence de blés moisis). Puis l’échantillonnage permet de détecter la présence d'insectes vivants, le seuil de densité estimé est d’un insecte adulte par kilogramme de blé dur. Ceci permet aussi dans un deuxième temps d'évaluer la qualité physicochimique et sanitaire des blés,.
Le blé est ensuite déchargé et pré-nettoyé, ce qui permet d’éliminer les gros déchets tels que le sable et la paille. Puis, il est stocké dans des silos à grains. Au moment de la mise en silo, le blé est classé selon son origine, sa variété et ses caractéristiques spécifiques. Les conditions de stockage doivent être surveillées et maîtrisées pour assurer la bonne conservation des blés durs. Les différents lots de blé subissent ensuite le cyclonage et le criblage. Il s’agit d’un nettoyage à sec par procédé mécanique, qui a pour but d’éliminer le germe de blé, réduire le nombre d’insectes, enlever les graines céréalières étrangères et les débris.
Puis, le blé est mouillé (apport d'eau par pulvérisation) et mis au repos pour faciliter la séparation de l'amande du grain de son enveloppe extérieure, le futur son, qui sera éliminé au cours de la mouture. Les mouillages permettent d’amener le blé à 17 % d'humidité environ, suivis de repos en cellules d'une durée variable de quelques heures selon les semouleries et les blés. L'eau apportée doit respecter les exigences de qualité fixées par la réglementation (code de la santé publique).
Ensuite, le procédé de mouture des grains de blé dur consiste à séparer l'amande des enveloppes en commençant par isoler les parties les plus internes du grain et en se rapprochant progressivement de la périphérie (de l'intérieur vers l'extérieur). Afin d’avoir une semoule bien calibrée et totalement pure, le blé subit plusieurs traitements industriels dit de « semoulerie ».
On distingue trois phases majeures :
1. le broyage : le blé est placé dans des broyeurs à cylindres cannelés permettant un broyage progressif de façon à extraire la semoule en coupant l'enveloppe au minimum et en produisant un minimum de farine. Le but est d'éliminer au maximum les enveloppes et d'obtenir un produit grené, la semoule.
2. le tamisage : les produits de la moulure sont classés en fonction de leur taille par le plansichter. On obtient des produits calibrés mais hétérogènes en qualité : les grains de semoule. Il subsiste encore des fragments d'enveloppe et des sons.
3. le sassage : les produits sont séparés selon leur densité par aspiration : la semoule pure entre ici dans la composition du produit fini, la semoule contenant encore des enveloppes retourne à une étape de broyage, et le son est éliminé.

Enfin, la semoule est conditionnée. Le contrôle de conformité des produits finis est effectué. Les semoules sont mises en citerne (conditionnement vrac) à destination des usines. Les citernes doivent être agréées et ne contenir qu’une seule qualité de semoule. Leurs trappes de chargement et les vannes d'extraction sont scellées après chargement.

## Composés de semoules
Il existe des semoules de différentes céréales :
- la semoule de maïs, à la base de plusieurs préparations alimentaires, dont la polenta.
- la semoule d'orge, préparée par les Berbères et les populations du Maghreb.
- la semoule de manioc, à la base de la préparation de l'attiéké en Côte d'Ivoire.
- la semoule d'épeautre, que l'on trouve en Allemagne.
- la semoule de riz
- la semoule de mil ou millet
- la semoule de quinoa